# Neoplocaederus purpuripennis
Neoplocaederus purpuripennis là một loài bọ cánh cứng trong họ Cerambycidae.